# Кіні (футболіст, 1989)
Хоакін Хосе Марін Рус (ісп. Joaquín José Marín Ruz) , відомий як Кіні (ісп. Quini, нар. 30 листопада 1989, Кордова) — іспанський футболіст, захисник клубу «Гранада».

## Ігрова кар'єра
У дорослому футболі дебютував 2010 року виступами за команду «Антекера», в якій провів один сезон.
Наступними командами в ігровій кар'єрі футболіста були «Лусена», «Реал Мадрид Кастілья» та «Райо Вальєкано».
2017 року приєднався до команди «Гранада».

## Титули і досягнення
- Переможець Ліги конференцій УЄФА (1):

«Олімпіакос»: 2023–24